# Unexpected Guests
Unexpected Guests è una raccolta dell'artista hip hop statunitense-britannico MF Doom, pubblicata sotto il nome Doom nel 2009.
Totalizza 65/100 su Metacritic.
| Recensione    | Giudizio |
| ------------- | -------- |
| AllMusic      | [ 1 ]    |
| The A.V. Club | A-       |
| Prefix        | [ 2 ]    |
| Pitchfork     | [ 2 ]    |
| PopMatters    | [ 2 ]    |

## Tracce
1. Fly That Knot (Talib Kweli, Doom) – 3:20
2. Sniper Elite (J Dilla, Doom) – 1:57
3. Yikes (Scienz of Life, Doom) – 1:03
4. Sorcerers (KMD) – 3:02
5. Da Supafriendz (Vast Aire, Doom) – 2:58
6. Quite Buttery (Count Bass D, Doom) – 1:19
7. ? (Doom, Kurious) – 3:27
8. All Outta Ale (The Prof, Doom) – 3:08
9. E.N.Y. House (Masta Killa) – 2:34
10. Bell of Doom (The Prof, Doom) – 2:32
11. My Favorite Ladies (Doom) – 2:37
12. Street Corners (Doom Remix) (Masta Killa, Inspectah Deck, GZA) – 3:38
13. Angels (Doom, Ghostface) – 3:16
14. Fire Wood Drumstykx (J Dilla, Doom) – 1:30
15. The Unexpected (Babu, Doom, Sean Price) – 3:39
16. Project Jazz (Hell Razah, Talib Kweli, Viktor Vaughn) – 3:39
17. Black Gold (John Robinson) – 5:38
18. I Hear Voices (Live) (bonus track) – 1:57

## Classifiche settimanali
| Classifica (2009)         | Posizione massima |
| ------------------------- | ----------------- |
| US Independent Albums     | 50                |
| US Top R&B/Hip-Hop Albums | 68                |